# Klaus Weber (Jurist, 1939)
Klaus Weber (* 17. September 1939 in Bamberg) ist ein deutscher Jurist und ehemaliger Präsident des Landgerichts Traunstein. Er ist Autor eines der bekanntesten Kommentare zum Betäubungsmittelgesetz.

## Leben
Weber legte 1958 sein Abitur im Saarland ab und studierte Rechtswissenschaften in Saarbrücken, Würzburg und Freiburg. Sein Referendariat leistete er am Landgericht Bayreuth ab. Nach dem Zweiten Staatsexamen, das er 1968 bestand, fand Weber eine Anstellung im Bayerischen Justizministerium. 1970 begann er zunächst als Staatsanwalt bei der Staatsanwaltschaft München I, kurze Zeit wirkte er als Richter am Landgericht München I. Es folgte eine Abordnung in das Bundesinnenministerium, wo er für Fragen des Internationalen Strafrechts zuständig war. Nach seiner Rückkehr als Richter an das Landgericht München I wechselte Weber mit Wirkung vom 16. März 1975 im Range eines Oberregierungsrates für drei Jahre erneut in das Bayerische Innenministerium. Anschließend wurde er mit Wirkung vom 1. Februar 1978 zum Vorsitzenden Richter am Landgericht München I ernannt. Er führte dort eine Kammer für Handelssachen. Zum 1. Juni 1980 wechselte Weber erneut in das Bayerische Justizministerium, diesmal für einen längeren Zeitraum. Zeitweise war er dort für den Jugendstrafvollzug zuständig, später auch für die Strafrechtsabteilung.
Im Zuge der Deutschen Wiedervereinigung wirkte Weber auch an der Gesetzgebung zum Einigungsvertrag mit und ging 1991 im Rahmen einer Abordnung nach Dresden. Da die Justiz aus Bayern und Baden-Württemberg die Aufbauhilfe für die sächsische Justiz übernommen hatte, wirkte Weber bis 1993 als Leiter der Strafrechtsabteilung im Sächsischen Justizministerium. Anschließend wurde er mit Wirkung vom 1. Mai 1993 zum Leitenden Oberstaatsanwalt der Staatsanwaltschaft Traunstein ernannt. Zum 1. Juni 1997 übernahm er schließlich als Präsident die Leitung des Landgerichtes Traunstein. 2004 wurde Weber in den Ruhestand verabschiedet.

## Werk
1999 veröffentlichte Weber erstmals seinen Kommentar zum Betäubungsmittelgesetz, der 2021 in der sechsten Auflage erschien. Sein Kommentar gilt neben dem Münchener Kommentar und Körner/Patzak/Volkmer als Standardkommentar zu diesem Bereich des Nebenstrafrechtes.

## Weblink
- Interview mit Klaus Weber von 2002